# Iperfagia
L'iperfagia o polifagia è l'aumento della sensazione di fame o dell'appetito. Il termine deriva dal greco antico πολύς, polys, "molto", e la radice φαγ-, phag-, relativa al "mangiare". In medicina rappresenta un segno clinico di fame eccessiva cui consegue l'assunzione per via orale di una quantità di cibo solido insolitamente maggiore della norma del soggetto.

## Eziologia
Può derivare da disordini quali il diabete mellito, la sindrome di Kleine-Levin, la sindrome di Prader-Willi e la sindrome di Bardet-Biedl.
Altre cause comprendono stati d'ansia, disturbi del comportamento alimentare come bulimia e sindrome premestruale, alterazioni endocrinologiche e metaboliche quali ipertiroidismo, malattia di Basedow-Graves e ipoglicemia.
La polifagia rappresenta anche una delle manifestazioni precoci del quadro clinico di chetoacidosi diabetica, mentre nelle fasi avanzate, quando la carenza di insulina diventa più grave e la chetoacidosi diabetica si sviluppa completamente, l'appetito è soppresso.
Può derivare anche dall'assunzione di certi farmaci o sostanze, quali corticosteroidi, ciproeptadina, antidepressivi triciclici e tetraidrocannabinolo assunto dalla cannabis.